# Разработка Windows Vista
Разработка Windows Vista (под кодовым названием «Windows Longhorn») началась в мае 2001 года и продолжалась до ноября 2006 года. Microsoft планировала завершить разработку новой ОС в конце 2003 года и представить её как незначительный шаг между Windows XP (под кодовым названием «Whistler») и Windows 7 (под кодовыми названиями «Blackcomb» и «Vienna»). Концепция Longhorn была намёком на тот план. Первоначально Longhorn разрабатывалась на основе Windows XP, но в 2004 году Microsoft «перезагрузила» проект, то есть начала разработку с нуля, но уже на основе Windows Server 2003 SP1 RC1. В связи с этим некоторые особенности, такие как WinFS (Windows Future Storage), NGSCB, XAML (был реализован как компонент .NET Framework), WinFX (реализован как .NET Framework 3.0), Indigo (реализован как Windows Communication Foundation), Avalon (WPF, часть в составе .NET Framework), были исключены или сокращены. В середине 2005 года «Longhorn» был переименован в Windows Vista.

## 2001: Ранняя стадия
Ранние сборки Longhorn не особо отличались от своего преемника Windows XP внешне, но имели ранние прототипы темы Plex, индикатор пространства на жёстком диске, ранние версии Desktop Compositing Engine (позже переименованный как Desktop Window Manager), Windows Presentation Foundation (под кодовым именем Avalon) и другие минорные новшества, которые со временем вызывали утечки в памяти и работали не стабильно.
Интерфейс Plex не был похож на интерфейс прежних Windows, поэтому Longhorn была представлена без неё, или с её урезанными функциями. Это было обосновано тем, что Microsoft опасались, что интерфейс будут использовать конкуренты. Также там была недоработанная на тот момент боковая панель (Sidebar), из-за которой часто вызывались утечки памяти.

## 2002: Ранняя стадия 2
В 2002 году операционная система была впервые представлена публике на ежегодной весенней конференции WinHEC (Windows Hardware Engineering Conference). В интернете сохранились только скриншоты презентации.
На конференции была представлена информация о Windows Sidebar. На боковой панели можно было смотреть видео, общаться и видеть активность пользователей в контакт-листе Messenger, оттуда же представлялось возможным моментально записывать DVD, читать новости RSS, иметь быстрый доступ к контактам, а так же делать мелкие различные записки. В отличие от Sidebar в Windows Vista, использующего гаджеты, в Sidebar Longhorn были мини-приложения под названием тайлы (Tiles), которые в переработанном варианте вернулись в Windows 8, а позже — в Windows 10.
Помимо графических возможностей, на конференции представили WinFS. Одна из его возможностей — фильтры. При фильтрации по алфавиту все файлы разбиваются не на категории, а на хранилища. В качестве иконок использовалась стопка бумаг, которая, подобно корзине, растёт при заполнении. Однако WinFS, несмотря на всю свою революционность, получился нестабильным и непригодным к использованию из-за колоссальных утечек памяти, вызванных многочисленными ошибками в коде .NET Framework.
Ранние стадии разработки Longhorn были охарактеризованы минимальными усовершенствованиями и обновлениями по отношению к Windows Server 2003. Во время этого периода Microsoft хранила молчание о том, что разрабатывалось, поскольку маркетинг и центр связей с общественностью был более сосредоточен на Windows XP и Windows Server 2003, который выпустили в апреле 2003 года. Несмотря на это, некоторые первые сборки Longhorn утекли в свободный доступ.
В большинстве тестовых сборок Longhorn и Vista в правом нижнем углу рабочего стола есть надпись названия и номера сборки, к примеру «Windows XP Professional Build 3663.Lab06_N.020728-1728».

### Milestone 2
Build 3663 (28 июля 2002 года) — первая известная сборка Longhorn. Содержала визуальную тему «Luna», использовавшуюся в Windows XP, и в целом визуально не отличалась от Windows XP. По состоянию на 2024 год, в интернет сборка не попала.
Build 3670 (19 августа 2002 года) содержала Диспетчер устройств, реализованный внутри Windows Explorer.

### Milestone 3
Build 3683 (23 сентября 2002 года) — утекла в сеть 20 октября 2002 года и была первой сборкой Longhorn, которая попала в Интернет. Рабочее название было «Windows Codename Longhorn XP Professional». Визуально не отличалась от Windows XP, кроме логотипа Windows, некоторых нововведений в интерфейсе и наличия боковой панели (Sidebar). В отличие от всех ранних версий Windows, логотип был белого цвета. Панель «Свойства экрана» и ряд других компонентов в этой версии построены на базе Avalon (нынешний WPF).
Build 3706 (29 октября 2002 года) — утекла в сеть 22 мая 2006 года. Одна из первых сборок, содержащих Диспетчер окон рабочего стола, на тот момент Desktop Composition Engine. Содержит Internet Explorer 6.05 и визуальное оформление Plex.
Build 3713 (14 ноября 2002 года) — утекла в сеть 26 апреля 2011 года. Не имеет отличий от сборки 3718, за исключением работающего WinFS и чуть большей стабильности.
Build 3718 (19 ноября 2002 года) — утекла в сеть 30 апреля 2004 года. Содержала DWM и ранние визуальные эффекты, включая прозрачность и «эффекты перехода».

## 2003 и начало 2004

### Milestone 4
Build 4001 (4 декабря 2002 года) — является первой сборкой Milestone 4 для Windows Code Name «Longhorn».
Эта сборка содержит новую OOBE, которая заменила Windows XP OOBE, использовавшуюся в предыдущих сборках. OOBE в этой сборке запрашивает только имя учётной записи, а затем завершает работу.

### Установка WIM
Эта сборка является одной из первых, в которой используется новая процедура установки на основе WIM, одно из первых радикальных отклонений от предыдущей кодовой базы Windows NT. Процедура установки на основе WIM работает путём сохранения всех файлов установки в одном образе диска WIM INSTALL.WIM. Когда установочный носитель загружается напрямую, WinPE (среда предустановки Windows) загружается в сам графический интерфейс пользователя. После того как WIM-файл скопирован в системный раздел, система перезагружается, чтобы завершить установку, установив оборудование и запустив OOBE. Microsoft заявила, что их цель с этой процедурой — позволить установкам Windows завершиться всего за 15 минут.
Хотя установка является базовой (с использованием интерфейса .NET) и не имеет разделов, она способна обнаруживать оборудование (включая ЦП). В результате его нельзя установить на процессоры, более старые, чем Pentium III, наряду с несколькими виртуальными процессорами, такими как эмулируемый по умолчанию процессор QEMU. Во всех последующих сборках вплоть до Build 4093 эти проверки процессора были удалены по неизвестным причинам.
Build 4008 (19 февраля 2003 года) — появился в сети 28 февраля 2003 года был также конфиденциально роздан избранной группе разработчиков программного обеспечения. Build содержал малое число нововведений, изменённую визуальную тему «Plex» и новый упрощённый инсталлятор. Эффектов более нет, Sidebar непрозрачен. Присутствуют новые часы в трее, новые панели предпросмотра, новая функция — родительский контроль. Также изменён внешний вид Проводника Windows.

### Milestone 5

Скриншот Build 4029

Build 4015 (28 марта 2003 года) — утекла в интернет 28 апреля 2003 года. Сборка содержала много нововведений, включая изменённый логотип Windows в меню «Пуск», множество изменений в Windows Explorer, новый менеджер закачек в Internet Explorer. В то же время она имел проблемы с утечкой памяти в Windows Explorer и Sidebar. WinFS имел ошибки использования памяти.
Build 4018 (17 апреля 2003 года) — была показана лишь на PDC 2003 для демонстрации эффектов рабочего стола и возможностей композитинга. В целом похожа на Build 4015.
Build 4028 (1 июля 2003 года) — первая известная серверная сборка Longhorn, основанная на Windows Server.NET RC1, впоследствии Windows Server 2003. Визуальные особенности присутствовали, но были отключены по умолчанию.
Build 4029 (19 июня 2003 года) — утекла в сеть 23 сентября 2003 года. Содержала несколько новых технологий по сравнению с 4028. Windows Explorer претерпел изменения. Предварительные просмотры изображений и видео были показаны в tooltip при наведении мыши, также производительность Windows Explorer была улучшена, хотя проблемы утечки памяти не были решены. На рабочем столе, а также в других элементах интерфейса присутствует надпись onghornLay roffessionalPay вместо Longhorn Professional. Это было сделано для тестирования автоматической подстановки названия версии Windows.
Летом прошла ежегодная Встреча финансовых аналитиков (Financial Analysts Meeting), по результатам которой стало ясно, что Longhorn Beta 1 и Longhorn Beta 2 выйдут в 2004 году, однако этого не произошло.

### Milestone 6
Build 4033 (17 июля 2003 года) — похожа на 4029, но содержит некоторые улучшения интерфейса, содержит обновлённую тему Plex.
Build 4038 (13 августа 2003 года) — содержит прототип Aero Glass (эффект стекла) с DCE, запуск которого, однако, требовал наличия совместимого видеоускорителя и применения определённых патчей. 3D-просмотр в Проводнике присутствует, хотя и в незаконченном виде.
Build 4039 (27 августа 2003 года) — утекла в сеть 22 августа 2007 года. Сборка содержит прототип Phodeo, 3D вид фотографий и Aero Glass.
Build 4040 (28 августа 2003 года) — одна из последних сборок наряду с 4042 (main), содержащих визуальный стиль Plex. Большая часть интерфейса остаётся неизменной из-за того, что отдел, в котором она была собрана, использовал старую и более стабильную ветку кода. Утёк в сеть 31 января 2020 года.

### Milestone 7
Build 4042 (9 сентября 2003 года) — первая сборка, содержащий визуальный стиль Slate вместо Plex из ранних сборок. Несмотря на это, DCE с Aero Glass (эффект стекла) из сборки 4039 всё ещё остались. Надписи типа onghornLay rofessionalPay были заменены на изначальные варианты. Некоторые папки в меню «Пуск» сменили название. Функция 3D-просмотра в Проводнике стала недоступной, а многие плитки боковой панели были отключены или удалены. Утёк в сеть 25 апреля 2011 года.
Известны несколько сборок с номером 4050, все они были предназначены для презентаций и публичных показов. Так, сборка 4050 (29 сентября 2003 года) была представлена на TechEd 2004 в Израиле. Демонстрационные сборки 4050 от 18, 19 и 22 октября 2003 года были показаны на PDC 2003. Они содержали множество различных функций, включая прототип интернет-приложения Amazon с использованием Avalon, а также плиток для боковой панели, интегрированных с бизнес-приложениями и другими будущими компонентами системы. Также именно на сборках 4050 был показан интерфейс Windows Aero. Это был первый «стеклянный» интерфейс в Microsoft Windows. «Раньше, подобные графические возможности были доступны лишь разработчикам игр, а сейчас они доступны вашим приложениям» — отметили на конференции. Впрочем, графические возможности не попали в официальную сборку 4051, розданную пользователям. Из всех сборок с этим номером утекла только сборка из главного отдела (main), не содержащая визуальных эффектов и демо-приложений.
Build 4051 (1 октября 2003 года) — была официально роздана разработчикам на конференции PDC 2003, утёк в сеть 20 октября 2003 года. Содержит тему оформления Slate и несколько нововведений в интерфейсе. Также содержит Internet Explorer 6.05 и встроенный в него менеджер закачек. Из визуальных изменений: на панели Пуск нет больше надписи «Start».
- Добавлена папка «Документы» (аналог папки «Общие документы» в Windows XP, позже — название всех папок «Мои документы»)
- Папки «Мои рисунки» и «Мои видеозаписи» объединены в папку «Фото и видео»
- Папка «Мой компьютер» переименована в «Компьютер».

Build 4053 (22 октября 2003 года) — утекла в сеть 2 марта 2004 года. Не имеет отличий от сборки 4051, за исключением чуть большей стабильности и улучшенной работы сетевого стека.
Build 4057 (7 ноября 2003 года) — была замечена на одном скриншоте, который является подделкой и сделан в виде макета. Существует реальная сборка с этим номером, показанная на PDC 2003, но эта сборка ещё не найдена.
Build 4066 (26 февраля 2004 года) — сборка Windows Server 2008, разработка которого шла одновременно с Longhorn. Несмотря на то, что сборка идентифицирует себя как серверная ОС, содержит много первых, неприменимых к ранним сборкам, изменений в интерфейсе. Содержит стиль Jade, новые иконки и шрифт Segoe UI, рабочий DCE и другие возможности, более известные по сборке 4074. Утёк в сеть 30 декабря 2008 года.
Build 4067 (12 февраля 2004 года) — сборка представлена на WinHEC 2004 для демонстрации новой модели видеодрайверов LDDM, ныне известной как WDDM.
Build 4069 был показан на WinHEC 2004 для демонстрации эффектов прозрачности Windows Aero.
Build 4074 (25 апреля 2004 года) — официальная сборка для разработчиков, розданная на WinHEC 2004. Утекла в мае 2004 года. Содержит изменённый стиль Jade, новые иконки и шрифт Segoe UI. В ней также присутствовал способ включения DCE, что в сочетании с темой Jade дало прототип Windows Aero. Кроме того, в ней было множество прототипов других функций, включённых в будущем в Windows 7.
В мае 2004 года Microsoft включила в Windows подсистему NGSCB (Palladium), разрабатываемую в целях поддержки Trusted Platform Module, разработанного инициативной группой Trusted Computing (рус. Доверительные вычисления). Единственный компонент NGSCB, сохранившийся в Windows Vista — BitLocker, использующий чип TPM для полного шифрования жёсткого диска.

### Milestone 8
Build 4081 (3 мая 2004 года) — первая сборка Longhorn, использовавшая принцип компонентизации. Многие функции из предыдущих сборок были удалены, а система облегчена и урезана до минимального рабочего состояния. Сборка относительно стабильная, но содержит множество ошибок и багов. DCE присутствует, но без модификаций не работает. Слита в сеть 27 января 2020 года.
Build 4082 (10 мая 2004 года) — утекла в сеть 4 февраля 2020 года. Не отличается от сборки 4081.
Build 4083 (16 мая 2004 года) — утекла в сеть 10 ноября 2004 года, и была предпоследним утёкшим в сеть сборкой Longhorn, созданной на базе Windows Server 2003 RC. Отличается высокой нестабильностью и проблемами инсталляции.
Build 4093 (19 августа 2004 года) — последняя утёкшая сборка на базе Windows XP. Была создана разработчиками намеренно, в качестве эксперимента: включено множество функций и элементов из разных этапов проекта. Сборка крайне нестабильна. Содержит множество прототипов и нерабочих функций, среди которых элементы панели управления на Avalon, Windows Movie Maker и Windows Media Player.
На протяжении своей разработки проект Longhorn не избавился от своих главных проблем, таких как нестабильная WinFS, Avalon, разработка которого велась одновременно с Longhorn, утечки памяти, из-за которых потребление ОЗУ было очень высоким и высокое потребление ресурсов ЦП. Из-за этого Microsoft принимает решение начать проект с нуля, в результате которого появилась Windows Vista.

## Середина 2004 — середина 2005: «Перезагрузка» разработки

### Longhorn «D1»
Build 3790.1232 (19 августа 2004 года) — первая сборка, основанная на кодовой базе внутренней бета-сборки Windows Server 2003 SP1.
Build 5001 (27 сентября 2004 года) — практически без изменений с Windows XP, только надпись на баннере в winver с Windows XP заменена на Windows lh, в обои Безмятежность добавили длиннорогого быка, Windows Media Player 10 и ранняя служба пользовательских драйверов. Были сомнения о действительности сборки до января 2020 года.
Build 5019 (декабрь 2004 года) — это сборка которая была промежуточной между 5001 и 5048. Сборка считается как pre-D1, pre-Developer Preview
Build 5048 (1 апреля 2005 года) — официальный WinHEC 2005 Preview Build. Был доступен для WinHEC посетителей 24 апреля 2005 года. В сборке присутствует DWM, но по умолчанию он выключен. Сборка имеет новый оригинальный интерфейс (отличный от 4074 и похожих билдов) и иконки как в 4074. Также содержит в себе раннюю версию Windows Aero. На официальной презентации глава Microsoft Билл Гейтс объявил, что многие компоненты WinFX API будут портированы на Windows XP. В ней отсутствует боковая панель. Версия 5048 была раскритикована за утрату многих разработанных в 2001— 2003 годах компонентов.
Build 5060 (17 апреля 2005 года) — данная сборка похожа на предыдущую, единственные отличия — обновлённый экран приветствия и новый интерфейс программы установки.
Build 5098 (28 июня 2005 года) — является одной из последних сборок, скомпилированных до стадии бета-версии Windows Vista . К этому моменту Microsoft реализовала значительное количество функций, изначально запланированных для Windows «Longhorn», тем самым завершив этап Omega-13. Эта сборка отмечает начало стадии Beta 1. Эта сборка очень похожа на 5112, хотя она до сих пор называется Windows Longhorn и также имеет настройку в стиле 5112. В ней также обновили Windows Aero и представили обозреватель игр, но на VMware Windows Aero возможно включить путём замены файла uxss.exe на пропатченный.

## Середина 2005 — ноябрь 2006: Windows Vista
В начале июля 2005 года в Microsoft начались обсуждения нового названия Windows Longhorn, в связи с негативным отношением пользователей к бренду Windows Longhorn после появления версии 5048. Среди названий обсуждалось Windows 2006, но, в итоге, Microsoft выбрала название Windows Vista.

### Beta 1
Windows Vista Beta 1 (Build 5112, 20 июля 2005 года) выпущен 27 июля 2005 года и был первой сборкой Windows Vista. Build был доступен в Microsoft Developer Network (MSDN) и TechNet подписчикам для группы бета тестеров. Панель задач была изменена на более тёмную.
По сравнению со сборкой 5048 эта сборка стала гораздо более значительным шагом вперед по сравнению с введением новых функций пользовательского интерфейса. В оболочке Explorer произошли значительные изменения, включая виртуальные папки, новый интерфейс поиска, множество новых значков (в основном для панели управления) и переработанную панель инструментов. Тема Aero выглядит очень похоже на версию RTM, хотя тема Aero Basic по-прежнему имеет многочисленные различия по сравнению с версией темы, которая использовалась в RTM. На VMware Windows Aero возможно включить путём замены файла uxss.exe на пропатченный.
Эта сборка также представила много других функций, которые изначально были запланированы для «Longhorn», включая новые сетевые и звуковые подсистемы, а также .NET Framework 3.0 (до сих пор называемый WinFX), который был почти завершён на момент компиляции этой сборки.
Build 5212.1915 (26 июля 2005 года) — включает в себя Flip 3D, и, в частности, он снова ввёл боковую панель, но теперь он работает в своём собственном процессе, а не explorer.exe (что вызвало утечки памяти в прежнем проекте Longhorn).

### Community Technology Previews-beta 2
Build 5219.2010 (30 августа 2005 года) — была первой утечкой после перезагрузки, которая имела боковую панель, но её нужно было загружать отдельно. Это была одна из первых сборок, в которой использовался логотип Windows Vista в диалоговом окне «О Windows», с несколько градиентным и слегка ярким зелёным фоном, а также целый белый логотип флага Windows вместе с текстом Windows того же тона в отличие от текста.
Build 5231.2020 (12 сентября 2005 года) — это более ранняя компиляция, и она представила Windows Media Player 11, и Internet Explorer был обновлён, а также сетевые подключения, включая новый значок в трее для сети. Добавлено новое приложение регулировки громкости, позволяющее настраивать громкость каждого приложения независимо. Добавлена ранняя версия монитора надёжности.
Build 5259 (17 ноября 2005 года) — был выпущен Microsoft Technology Adoption Program 22 ноября 2005 года, утек в сеть 7 декабря 2005 года. Появление Windows AntiSpyware- (Защитник Windows), Outlook Express был переименован в Почту Windows. Также существует 5259 от 13 ноября 2005 года.
Build 5270 (14 декабря 2005 года) — изменён логотип Internet Explorer, настройка системы OOBE изменена, а так же тема Базовая обновлена. Это последняя сборка Windows Vista beta 2 CTP выпущенная в 2005 году, где экран запуска системы именуется как Windows Longhorn. Переименован Windows AntiSpyware в Windows Defender.

### Beta 2
Build 5384.1455 (18 мая 2006 года), стала доступна подписчикам Microsoft Developer Network и 23 мая 2006 года тестерам Microsoft Connect. 6 июня Microsoft сделала доступной Beta 2 всем пользователям в виде бесплатной закачки на нескольких языках c их веб-сайта. Некоторые веб-сайты, посвящённые технологиям описали этот выпуск как «случай наибольшей загрузки в истории программного обеспечения» из-за сборок с 5212 и 5219 до 5472, то есть все сборки Windows Vista, заточенные под Beta 2 вышли в этот случай наибольшей загрузки в истории программного обеспечения.
Build 5456 (вышла 20 июня 2006 г.), была выпущена в интернет 24 июня 2006 г. Некоторые из новых функций включали обновленную подсистему Aero и полностью переработанный и значительно менее навязчивый интерфейс управления учётными записями пользователей. «Список» в проводнике Windows был возвращён после удаления в бета-версии 1. Разработчик Microsoft Бен Бетц позже объяснил в блоге, что они думали, что удаление режима списка имеет смысл на основе исследования удобства использования и его неспособности поддерживать Windows. Новая функция «группировки» Explorer была восстановлена на основе большого количества отзывов от бета-тестеров.
Замечания о выпуске сборки, в котором исправлены ошибки в часовом поясе, которая преследовала почти все предыдущие сборки Windows Vista, было исправлено немало проблем в региональных настройках и IME. Была введена новая схема указателей мыши «Windows Aero», в которой впервые была введена сглаживание указателю мыши, а многие из остальных значков в стиле Windows XP были заменены новыми значками. Дисковое пространство, используемое чистой установкой, также значительно сократилось.
Build 5472 (вышла 13 июля 2006 г.), была выпущена в интернет 17 июля 2006 г. Помимо включения нескольких исправлений ошибок и улучшений локализации, в сборке также была добавлена пересмотренная тема «Основные», которая заменяет тему, замеченную в предыдущих сборках, голубыми темами. Сетевой центр также был значительно пересмотрен, собрав больше информации о статусе в одном месте и уменьшив количество шагов, чтобы добраться до большинства параметров конфигурации. Появились дополнительные фоны рабочего стола и значков, а Flip3D увидел некоторые настройки макета. По умолчанию установлен новый курсор мыши Windows Aero. У сборки было огромное улучшение производительности по сравнению с Beta 2 и было сопоставимо, и возможно даже быстрее, чем у Windows XP.
Во время демонстрации функции распознавания речи, новой для Windows Vista на собрании Financial Analyst от Microsoft 27 июля 2006 года, программное обеспечение признало фразу «Дорогая мама» «Дорогой тёте». После нескольких неудачных попыток исправить ошибку предложение в конечном итоге стало «Дорогая тётя, давайте сделаем так, чтобы уничтожить весь зал». Разработчик с командой распознавания речи Vista позже объяснил, что это была ошибка с сборкой Vista, которая вызывала высокий уровень усиления микрофона, в результате чего звук, получаемый программным обеспечением распознавания речи, был «невероятно искажён».
8 августа 2006 г. Microsoft предоставил Центру обеспечения безопасности критические исправления безопасности для Windows Vista beta 2, сделав его первым продуктом Microsoft для получения обновлений безопасности, которая всё ещё находясь в бета-версии.

### Pre-RC1
Build 5536 (вышла 21 августа 2006 г.), была выпущена в интернет 24 августа 2006 г., а с 29 августа по 31 августа — первым 100 000 пользователям, которые загрузили её с сайта Microsoft. Среди заметных изменений разработчики добавили новые связи с онлайн-сервисами Windows Live новыми значками в Центре приветствия, незначительными обновлениями к внешнему виду Aero с чуть более голубоватым оттенком эффекта стекла, большими улучшениями скорости (включая скорость настройки), множеством ошибок исправления и дальнейшие изменения сглаживания в функции Flip 3D.

### RC1 (Release-Candidate 1 (рус. Кандидат на выпуск)
1 сентября 2006 года Кандидат на выпуск (RC1) (вышел 29 августа 2006 года с номером сборки 5600.16384) был выпущен в избранной группе бета-тестеров. 6 сентября RC1 был выпущен подписчикам MSDN и Technet, а также зарегистрированным членам программы просмотра клиентов (CPP) с помощью PID бета-версии 2. 14 сентября Microsoft вновь открыла CPP новым участникам. CPP завершилась 26 ноября 2006 года. В середине сентября 2006 года сборка утекла в Интернет.
Публичный выпуск Release Candidate 1 привел к многочисленным обширным обзорам и анализу на различных веб-сайтах новостей о технологиях. Кен Фишер из Ars Technica писал, что производительность значительно улучшилась по сравнению с Beta 2, предполагая, что компьютеры с Vista могут работать лучше, чем с Windows XP; он также критиковал полезность боковой панели Windows и продолжающуюся навязчивость контроля учётных записей пользователей. В обзоре CRN было отмечено пять конкретных категорий улучшений для Release Candidate 1: скорость установки, поддержка драйверов устройств, повышение производительности нескольких компонентов, безопасность и возможности мультимедиа. Критика пользовательского интерфейса Vista также возникла, и Крис Пирильо описал почти конечное состояние как «неряшливое».

### Pre-RC2 (Pre-Release Candidate 2)
Build 5700 (вышла 10 августа 2006 г.), первая сборка филиала RTM, была показана на презентации студенческого дня Microsoft Tech-Ed 2006 в Австралии. Он, по-видимому, работал быстрее, чем предыдущая сборка Pre-RC1 5472 с некоторыми улучшениями пользовательского интерфейса. Более высокий номер сборки необязательно указывает на новую сборку. Microsoft начала работу в филиале RTM одновременно с завершением ветки RC1, позволяя основным разработчикам RC1 легче «перетекать» в новую стадию разработки. Эта параллельная разработка помогает объяснить, почему сборка 5700 старше, чем даже некоторые предварительные сборки RC1.
Build 5728 (вышла 17 сентября 2006 года) была выпущена 22 сентября 2006 года техническим участникам бета-тестирования. На следующий день Microsoft выпустила 32-битную версию сборки для общественности, а 64-разрядная версия появилась 25 сентября. 1 октября Microsoft достигла своих целей участия в программе и больше не предлагала сборку для общественности. В ответ на значительное количество отзывов от тестировщиков RC1, 5728 содержало много улучшений, одним из которых было включение флажка в свойствах Sound, что позволило пользователю отключить звук запуска Windows Vista. Центр приветствия также был улучшен с помощью новых значков, исключая использование одного значка для нескольких разных элементов, и все старые значки в папке «Пользователь» были заменены. Эта сборка, как говорят разработчики, устанавливается за 15 мин. Некоторые сообщали, что устанавливается больше 15 минут (как например с XP, где обновление до Vista идёт 2 часа)

### RC2
Release Candidate 2 (RC2) (построенный 3 октября 2006 года с номером сборки 5744.16384) был выпущен членам CPP, тестировщикам TAP, подписчикам MSDN / Technet и другим техническим бета-тестерам в пятницу, 6 октября 2006 года, и был доступный для скачивания до 9 октября. Из-за агрессивного графика разработки это была окончательная сборка, которая будет официально выпущена широкой публике для тестирования. Тем не менее, все ключи до выпуска продукта будут работать до окончательной сборки RTM. Несколько тестировщиков сообщили, что RC2 был быстрее и стабильнее, чем сборка 5728. Однако, поскольку RC2, который был регулярной промежуточной сборкой, а не важной вехой, как следует из названия, не был столь же строго протестирован, как RC1, RC1, возможно, был более стабильным в определённых ситуациях. В этой сборке исправлено много проблем с совместимостью, которые преследовали предыдущие сборки. Графический интерфейс Vista, который по-прежнему улучшался, содержал некоторые незначительные настройки, одним из наиболее заметных из которых была новая способность настраивать цвет, но не прозрачность, максимально развернутых окон. В предыдущих сборках окна стали максимально чёрными при максимизации, эффект, который не может быть изменён пользователями. Также был добавлен значок панели управления для Windows Sideshow.

### Pre-RTM
Поскольку сборка для выпуска (RTM) является окончательной версией кода, поставляемой розничным торговцам и другим дистрибьюторам, цель сборки до RTM заключается в том, чтобы устранить любые последние ошибки «show-stopper», которые могут предотвратить поставку кода потребителям, а также что-нибудь ещё, что может раздражать потребителей. Таким образом, маловероятно, что будут введены какие-либо новые функции; вместо этого работа будет сосредоточена на «подгонке» и «финише» Vista. Всего за несколько дней разработчикам удалось уменьшить число ошибок Vista с 2470 на 22 сентября до чуть более 1400 к началу октября. Тем не менее, у них всё ещё было много работы, прежде чем Vista была готова к RTM. Внутренние процессы Microsoft требовали, чтобы число ошибок в Vista упало до 500 или меньше, прежде чем продукт мог перейти в условное депонирование для RTM. Для большинства этих сборников были выпущены только 32-разрядные версии.
Build 5808 (дата сборки от 12 октября 2006 г.) была выпущена для тестировщиков TAP 19 октября 2006 г. Эта сборка была примечательной, потому что это была первая сборка, выпущенная для тестировщиков, так как Microsoft ввела RTM «escrow» со строкой 5800. Это объясняет, почему числа сборки выросли с 57xx до 58xx.
Build 5824 (дата создания 17 октября 2006 г.) была выпущена для широкого круга внутренних тестеров в тот же день в надежде, что эта сборка станет окончательной RTM. Однако, была найдена катастрофическая ошибка «show-stopper», которая уничтожала любую систему, которая была обновлена с Windows XP. Только полная переустановка Windows исправляло работу компьютера.
Build 5840 (дата сборки 18 октября 2006 г.) была доступна для внутренних тестеров. По словам Пола Террота, эта сборка не содержала основную ошибку в сборке 5824, и тестирование дало очень положительные отзывы. Эта сборка содержала большое количество новых и последних значков, а также новый набор финальных обоев, включая новые обои по умолчанию на основе «swoosh» Aurora, которые были замечены в предыдущих сборках.

### RTM
Финальный RTM (создан 1 ноября 2006 года и имел номер 6000.16386) это версия Windows Vista, которая поставляется клиентам. Microsoft объявила, что эта сборка была завершена 8 ноября 2006 года после пяти лет разработки.
Номер сборки RTM подскочил до 6000, чтобы отобразить внутренний номер версии Vista, NT 6.0. "Jumping RTM build numbers" является распространенной практикой среди ориентированных на потребителя версий Windows, таких как Windows 98 (сборка 1998), Windows 98 SE (сборка 2222), Windows Me (build 3000) или Windows XP (build 2600), по сравнению с бизнес-ориентированными версиями, такими как Windows 2000 (build 2195) или Server 2003 (build 3790). 11 ноября того же года Microsoft объявила от отправке системы в производство и подтвердила окончание разработки. 16 ноября 2006 года Microsoft сделала окончательную сборку доступной для подписчиков MSDN и Technet Plus. 30 ноября бизнес-лицензия была выпущена бизнес-ориентированной корпорацией. Windows Vista была запущена для общей доступности клиентов 30 января 2007 года.

### Звуковое оформление Windows Longhorn
В Сети распространялись звуки якобы от Windows Longhorn, однако, они были взяты из темы Samsung для Windows XP. У Windows Longhorn никогда не было особого звукового оформления. На самом деле, использовались звуки из Windows XP. Некоторые авторские сборки Windows XP конца 2000-х годов используют эти звуки.